# Mikołaj Krzysztoporski
Mikołaj Krzysztoporski herbu Nowina, także: Chrysztoporski, Chrystoporski, Krystoporski (ur. 1547, zm. 1573) – polski poeta. 

## Życiorys
Urodzony jako syn Jana Krzysztoporskiego (późniejszego kasztelana wieluńskiego, potem sieradzkiego, dworzanina i sekretarza królewskiego) i Doroty z Glińskich. Od 1559 studiował w Wittenberdze, następnie w 1561 w Lipsku. Następnie podróżował, odwiedził m.in. Włochy. Był, podobnie jak ojciec, wyznawcą kalwinizmu. Autor niezachowanych Książek wierszem o powinności szlacheckiej, poematu Niniwa, miasto wykonterfetowane (1572) wraz z Historią Jonasza proroka, Ku sławnemu miastu Niniwie krótkie Polski przypodobnienie i Pieśnią o wielkich niebezpieczeństwach.
Jego brat, Piotr Krzysztoporski, również zajmował się literaturą.

## Twórczość
- Niniwa, miasto wykonterfetowane, Kraków 1572, drukarnia M. Wirzbięta, (wierszem, na końcu umieszczona "Pieśń statecznej krześcijańskiej paniej"... z nutami, napisana przez A. Trzecieskiego), opis bibliograficzny druku, streszczenie fragm. podał: K. W. Wójcicki "Opis dzieł: M. Chrysztoporskiego Niniwe miasto r. 1572...", Biblioteka Warszawska, 1842, t. 1
- O powinności szlacheckiej, (wierszem, utwór nieznany, wiadomość podał B. Paprocki, Herby rycerstwa polskiego, Kraków 1584)